# Невеста или тигр?
«Невеста или тигр?» (англ. «The Lady, or the Tiger?») — включённый во множество антологий рассказ, написанный Фрэнком Ричардом Стоктоном и опубликованный в журнале The Century в 1882 г. Выражение «невеста или тигр?» прочно вошло в английский язык в качестве аллегории для проблемы, которая не может быть разрешена.

## Краткое содержание
События рассказа разворачиваются в стране, которой правит король-полуварвар. Некоторые из идей короля являются весьма прогрессивными, однако другие заставляют людей страдать. Одной из инноваций короля является использование публичного суда-ордалии в качестве средства достижения идеальной справедливости, окончательный приговор о виновности либо невиновности предоставлялся воле случая. Осужденного в преступлении человека помещали на арену, где он должен был выбрать одну из двух дверей. За одной из дверей находится женщина, которую король считает наиболее достойной невестой для осужденного, за другой же находится свирепый и голодный тигр. Обе двери звукоизолированы таким образом, чтобы подсудимый не мог слышать ничего из того, что происходит за ними. Если он выбирает дверь, за которой находится женщина, его полностью оправдывают и тут же женят на ней; однако если он выбирает дверь с тигром за ней, то его считают виновным, и тигр тут же пожирает его.
Король узнает, что у его дочери есть возлюбленный — красивый и храбрый молодой человек, однако имеющий намного более низкий социальный статус, чем принцесса. Король помещает юношу в тюрьму до наступления дня суда. Но к этому времени принцесса, используя свои связи и влияние, узнает, за какими именно дверями будут находиться девушка и тигр. Она также узнает, что невеста — это ненавистный ей человек, которого она считает соперником в своих отношениях с юношей. Когда на суде молодой человек глядит на принцессу, прося о помощи, она незаметно указывает ему на дверь справа, которую он и открывает.
Последствия этого решения в рассказе не описываются. Вместо этого, рассказчик делает отступление, в котором он описывает душевное состояние принцессы. Она размышляет над тем, что в любом случае потеряла бы своего возлюбленного, на какую участь она бы его ни обрекла — либо на смерть, либо на брак с другой женщиной. Рассказ заканчивается вопросом: «Оставлю вас поразмышлять над этим вопросом: кто же вышел из той двери — невеста или тигр?» (англ. «And so I leave it with all of you: Which came out of the opened door — the lady, or the tiger?»).

## Другие произведения

### Написанные Ф. Стоктоном
Позже Фрэнк Стоктон написал рассказ «The Discourager of Hesitancy», являющийся продолжением «The Lady, or the Tiger?». Пятеро путешественников прибывают в королевство, описанное в предыдущем рассказе, чтобы выяснить, что же случилось с молодым человеком, когда он открыл дверь. Государственный чиновник, с которым они беседуют, рассказывает им другую историю, о принце, который приехал в это королевство в поисках жены. Король, вместо того, чтобы показать принцу всех возможных невест, тут же отводит его в гостевые покои, и созывает прислугу, для того чтобы они приготовили принца к свадьбе, которая будет уже на следующий день. Один из слуг представляется как тот, кто отобьет всякую охоту к сомнениям, и объяснил, что его работа — обеспечить соблюдение воли короля, слегка пригрозив при этом огромным симитаром, который он носил с собой.
В полдень следующего дня, принца, которому до этого завязали глаза, привели на свадебную церемонию, на которой он мог слышать и чувствовать невесту, стоящую рядом с ним. Как только церемония была завершена, с глаз принца сняли повязку, и он обнаружил, что в комнате перед ним стоит сорок девушек, одна из которых является его невестой. Если ему не удастся правильно опознать ее, то слуга с симитаром тут же казнит его. Принц смог сузить свой выбор до двух девушек — одна из них улыбалась, другая хмурилась; и в конечном итоге он правильно опознал свою невесту.
Государственный чиновник говорит пяти путешественникам, что как только они поймут, на какой именно девушке женился принц, он сразу расскажет им, чем закончилась история про невесту и тигра. Рассказ заканчивается замечанием, что путешественники до сих пор не нашли правильный ответ.

### Произведения других авторов
В 1888 рассказ был адаптирован Сидни Розенфелдом в качестве пьесы, которая дебютировала в театре Уоллок, где она шла на протяжении семи недель. В дополнение к тому, что рассказ пришлось максимально растянуть для того, чтобы получилась пьеса, в адаптации изменили концовку: не было ни невесты, ни тигра, а вместо них вышла старая ведьма.
Тойя Виллкокс и Роберт Фрипп выпустили два альбома, «The Lady, or the Tiger?» и «The Discourager of Hesitancy», на которых Уиллкокс читает эти расcказы под аккомпанемент гитары Фриппа.
«Невеста или тигр?» был одним из трех рассказов, которые были адаптированы для комедийного мьюзикла «The Apple Tree».
Рассказ послужил вдохновением для книги загадок Рэймонда Смаллиана с идентичным названием.
В сонете Сильвии Платт под названием «Ennui», опубликованном в 2006 г. (спустя 43 года после ее смерти), есть отсылка к рассказу Стоктона. Однако, Сильвия Платт в своем произведении говорит о временах, когда этот выбор уже не будет иметь значения.
В аниме «Воспоминания о будущем», в новелле «Магнитная роза» рассказывается о космических мусорщиках, которые поймали сигнал бедствия с заброшенной станции. По прибытии туда, один из героев произносит реплику: "Кого мы встретим? Девушку или тигра?".